# Spongosorites annandalei
Spongosorites annandalei är en svampdjursart som först beskrevs av Ferrer-Hernandez 1923.  Spongosorites annandalei ingår i släktet Spongosorites och familjen Halichondriidae. Inga underarter finns listade i Catalogue of Life.